# Егинды (Восточно-Казахстанская область)
Егинды (каз. Егінді, до 2013 г. — Яры) — село в Улькен Нарынском районе Восточно-Казахстанской области Казахстана. Входит в состав Алтынбельского сельского округа. Код КАТО — 635449200.

## Население
В 1999 году население села составляло 362 человека (173 мужчины и 189 женщин). По данным переписи 2009 года в селе проживали 232 человека (112 мужчин и 120 женщин).